# أميمة بنت عمرو
أميمة بنت عمرو بن سهل بن معبد بن مخرمة بن قلع بن حريش بن عبد الأشهل صحابية أسلمت، وبايعت الرسول محمد.